# 九里关

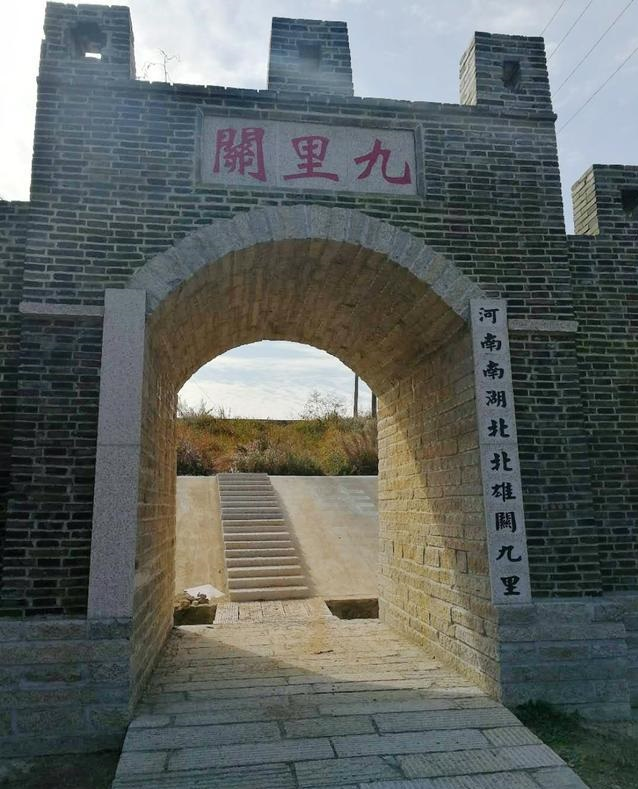
现代重建的九里关

九里关，春秋称大隋关，后又称黄岘关、广蚬关，宋朝始称九里关。与武胜关、平靖关并称“鄂北三关”或“义阳三关”。
九里关位于湖北省孝感市大悟县与河南省信阳市罗山县交界处、桐柏山与大别山之间，是沟通华中与中原的交通要道，也是河南省的南大门。

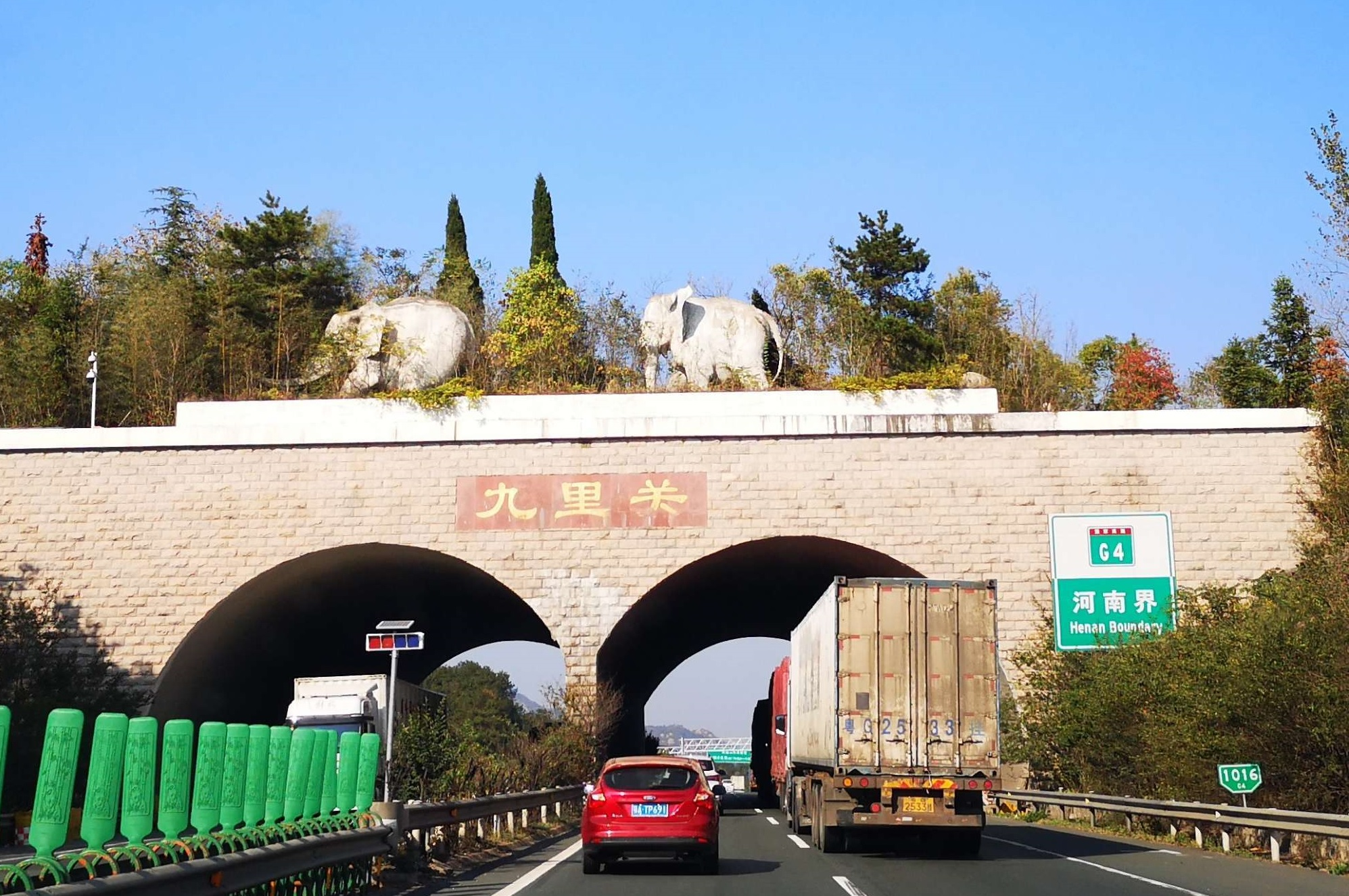
京港澳高速九里关隧道

 京港澳高速由此通过，省界处建有九里关隧道。九里关向北直达北京为双向八车道，往南至广东韶关为双向四车道。